# Blackbutt
Blackbutt – miasto w Australii, w stanie Queensland.